# Химзель, Николаус фон
Николаус фон Химзель (латыш. Nikolauss fon Himzels, 1729—1764) — врач, фармацевт, владелец «Ратушной аптеки»; коллекционер и меценат.

## Биография
Родился в состоятельной семье потомственных рижских аптекарей. Получил образование в Рижской Домской школе. Изучал медицину в университетах Кёнигсберга и Гёттингена. Долгое время жил в Европе, продолжил пополнение семейной коллекции. Страсть к собирательству он унаследовал от своего деда, врача Давида Мартини, первого физика города. В его интересы входила нумизматика, собрание исторических, преимущественно средневековых, предметов.
После возвращения на родину серьёзно занялся наукой, не оставляя медицинскую практику. Разносторонне развитый человек, член Британской королевской академии, Химзель хорошо понимал общественное значение своего собрания.
По своему завещанию он передал в дар городу собранную не одним поколением Химзелей коллекцию,
которая легла в основу созданного в Риге музея истории Риги и мореходства, первого в балтийских провинциях и одного из первых в Европе.